# 庆父
慶父（？—前660年），姬姓，諡號共，中國春秋时期魯国政治人物，魯桓公之子，魯莊公的兄弟，又稱共仲、仲慶父、孟慶父，三桓之一孟孫氏之始祖。慶父曾經謀殺魯君子般、魯閔公，製造連年的大亂，故後人常把製造内亂的人比之為“慶父”，有稱慶父不死，魯難未已。

## 簡介
慶父是魯莊公的庶長弟（一作庶兄），前662年，魯莊公死之前，叔牙想擁立慶父為君，被弟弟季友赐死，叔牙仰藥自裁。魯莊公死後，公子般繼位為魯君子般。慶父勾结私通的鲁莊公夫人哀姜，殺死了鲁君子般，趕走了弟弟季友。立哀姜妹妹叔姜與魯莊公生的兒子啟方繼位，就是魯閔公。
前660年，慶父與哀姜謀殺閔公，想自立為君。季友知道後，與閔公的弟弟公子申从陳國到邾國，魯人要殺慶父。慶父害怕，逃到莒國。於是季友回國，立公子申為魯僖公。哀姜害怕，逃到邾國。季友賄賂莒國，使莒國送回慶父，但不免除其兩度弒君之罪。
慶父在回魯途中，求公子魚代為說情，但沒得到應許，公子魚哭著回去找慶父，慶父聽到哭聲，說：「這是奚斯（公子魚）的聲音啊！」便自縊而死。齊桓公知道妹妹哀姜在魯國作亂，殺了她。
在季友請求下，魯僖公封慶父之子孟孫敖於成，是為孟孫氏。